# Ubac
Pour le peintre, voir Raoul Ubac.
Pour l’article ayant un titre homophone, voir Hubac.
« Envers » redirige ici. Pour l’article homophone, voir Anvers.
L’ubac, ou l'ombrée, est, dans la langue de la géographie classique française, le versant qui bénéficie de la plus courte exposition au soleil,. Le versant opposé est l'adret.

## Origines du terme
Selon Ernest Nègre, le terme vient du francoprovençal, opacus : obscur, sombre). Le CNRTL voit dans ubac un terme dialectal du Sud-Est, attesté en ce sens en provençal dès 1431 (Compte de Digne, dans Documents linguistiques du midi de la France, éd. P. Meyer, t. 1, p. 290).

## Synonymes régionaux
Dans les Vosges du Sud, certaines vallées de Savoie et en Vallée d'Aoste on parle d’envers.
Les termes employés dans les Pyrénées sont ceux de bac et d’ombrée, en Corse d’umbrìa, en Italie aussi, surtout en Toscane, de bacìo, du latin opacus, dans la variante médiévale opacivus, par l'intermédiaire du mot francoprovençal ubac, dans l'expression a bacìo (« à l'ubac »), qui signifie exactement « à l'ombre ».

## Caractéristiques
Le versant opposé de la vallée est l'adret. Adret et ubac traduisent une observation paysanne de l'exposition sur les terroirs agricoles dans les Alpes européennes. Plus généralement, ce phénomène est propre aux zones de latitude moyenne et s'applique aux pentes moyennes.
Dans l’hémisphère nord, à des latitudes situées au nord du tropique du Cancer, l’ubac est généralement la face nord d’une montagne, ou le versant sud d'une vallée, le soleil étant toujours au sud dans le ciel.
La situation sur l'ubac oblige les habitants à adopter des stratégies de compensation ; cela explique pourquoi il est souvent inhabité et très boisé, peu exploitable sur le plan agricole. Il vaut mieux habiter dans l'adret.

### Savoie et Vallée d'Aoste
En Vallée d’Aoste et dans les hautes vallées de Savoie, cette indication géographique, dénommée envers, est très importante, en raison de l’orientation ouest-est de la vallée centrale. Le versant à l’envers est moins ensoleillé, jusqu’au point que certaines communes ne reçoivent la lumière solaire que pendant quelque 2 ou 3 mois par an. À Brissogne, la Féta de l’oumbra (arpitan valdôtain pour fête de l'ombre) à la mi-août consacre l’arrivée de l’ombre.

### Vosges

#### Impact du climat et de la latitude
On parle d'envers pour la partie la plus élevée du massif des Vosges où la toponymie se fait d'ailleurs l'écho des phénomènes naturels. Ceci s’explique par le fait que les montagnes vosgiennes ne sont pas assez hautes en altitude pour provoquer des effets similaires aux hautes vallées alpines : une certaine altitude est nécessaire pour remarquer des effets sensibles du climat,. Néanmoins, en raison de sa latitude, le massif vosgien comporte, outre les crêtes et leurs pelouses subalpines, des microclimats qui les assimilent d’un point de vue climatique aux régions subalpines,. De même, du fait que le massif vosgien soit le premier obstacle sérieux en provenance de l’ouest pour les vents et les nuages chargés de pluie, les habitants des vallées encaissées au climat fluctuant et lunatique devaient choisir un lieu d’habitation à l’abri du vent, de la pluie (sud-ouest dans les Vosges), de la bise, le vent froid du nord-est et du « hâle », le vent humide et frais du nord-ouest. Le manteau forestier indique également à n’importe quel observateur averti qu’à l’envers, on trouve surtout des sapins et des épicéas alors qu’à l'adret, on trouve des hêtraies-sapinières avec, dans certains secteurs bien exposés au sud, le pin sylvestre exigeant en lumière.

#### Impact sur l’orientation de la ferme

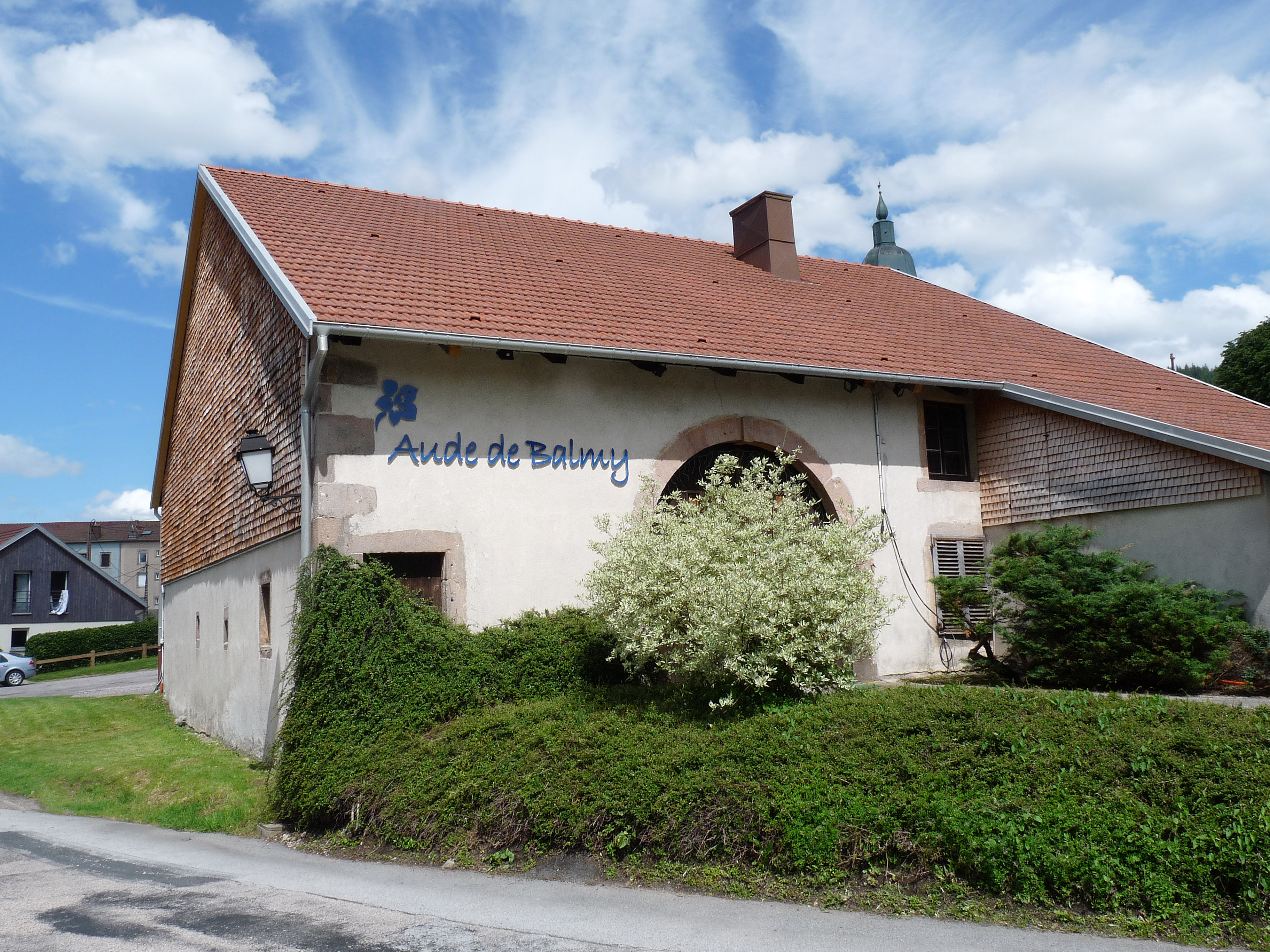
Ferme dite Immeuble Chevroton à Gérardmer ; on observe une ramée avec bardeaux sur le pignon et la partie supérieure de l'appentis.

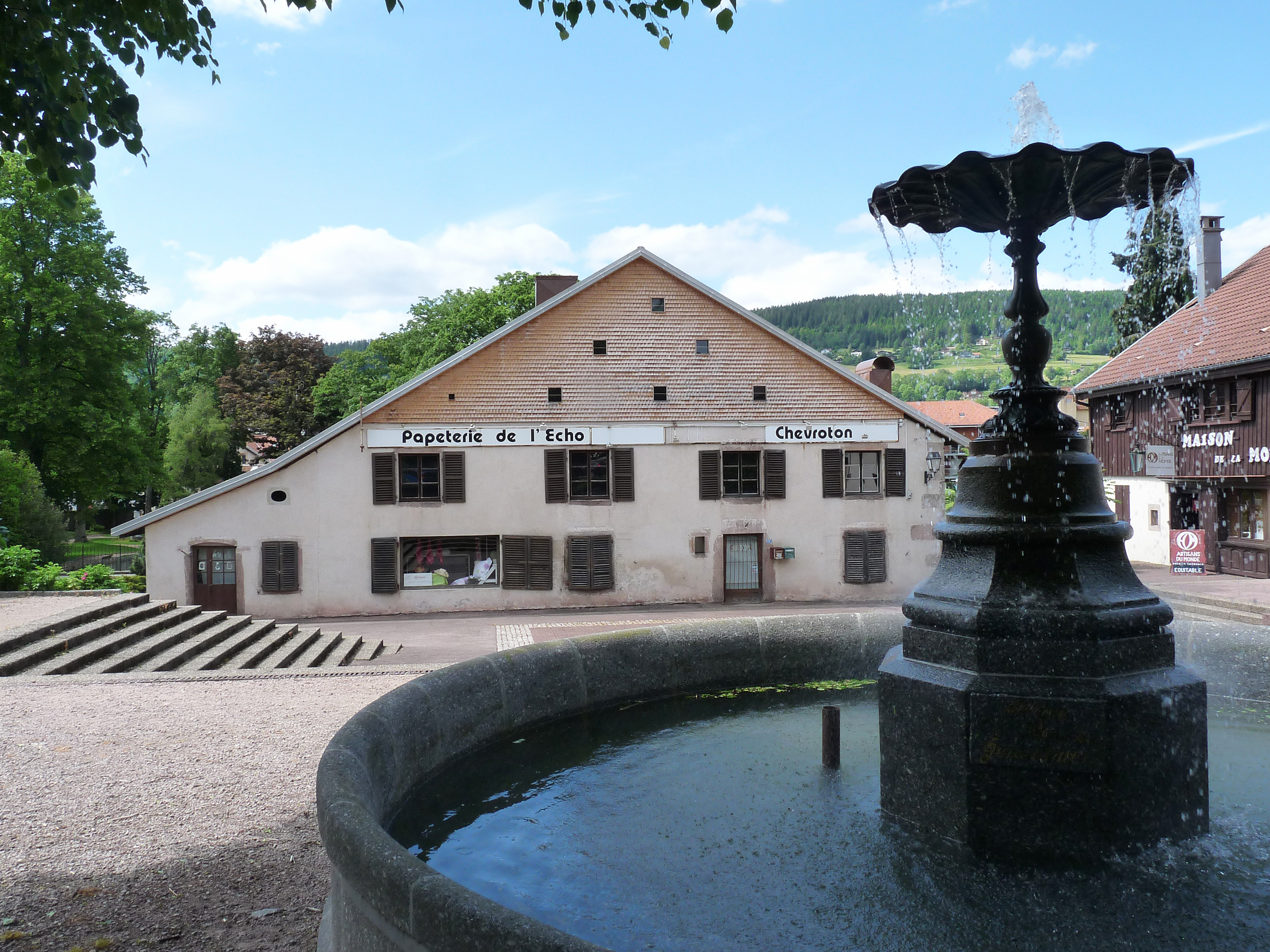
Ferme dite Immeuble Chevroton à Gérardmer ; la ramée du pignon.

Être au droit ou à l’envers influe sur l’orientation de la maison et la vie quotidienne. Tout le monde n’a pas pu s’installer au droit. Normalement, une maison de montagne vosgienne (comme d’ailleurs toutes les habitations de type chalet dans les montagnes) est orientée pignon sur vallée. C’est la partie habitation du pignon et la ramée qui fait face à vallée afin de jouir du soleil le plus longtemps possible. Le chemin d’accès communal est au-dessus de la maison, cela facilite l’accès direct, presque de plain-pied, au « soleil », nom local du grenier. L’étable, en dessous du soleil, est enfoncée dans la pente en partie creusée ou coupée pour donner de la place à l’avant de la maison. On prend généralement la terre de l’arrière pour remblayer l’avant où on trouve un jardin. Si la maison est à l’envers, en général la maison inverse l’orientation. La partie habitation est côté pente pour profiter au moins du soleil matinal, si elle est orientée un peu vers le nord-est ; les pièces d’habitation sont donc en contrebas du chemin communal, il n’y a pas d’espace pour le jardin potager qui doit être déplacé sur les côtés ou à l’arrière. L’accès au grenier se fait par le dessus de la maison grâce à un passage au-dessus de la chambre de derrière.